# Romilda (duchessa)
Romilda (... – Cividale, 610 circa) è stata una duchessa longobarda, duchessa del Friuli fino al 610 circa.

## Biografia

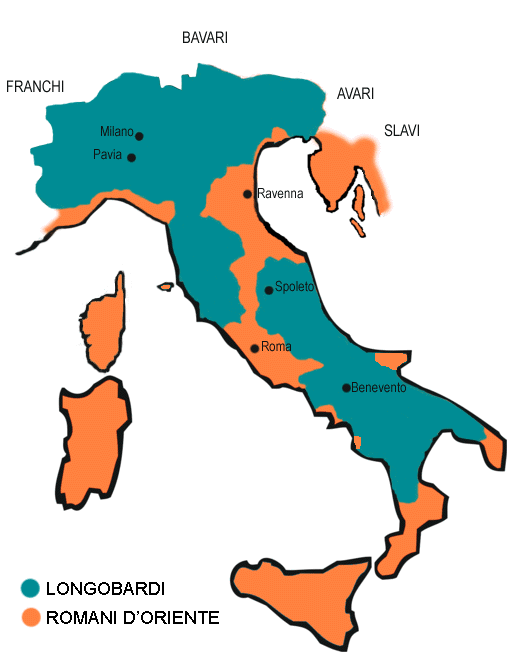
Italia ai tempi di Agilulfo

Forse figlia di Garibaldo I di Baviera, era moglie di Gisulfo II. Essi ebbero otto figli: quattro maschi (Caco e Tasone, Radoaldo e Grimoaldo) e quattro femmine (Appa, Gaila e altre due delle quali nemmeno Paolo Diacono ricorda i nomi).
La sua memoria, tramandata da Paolo Diacono nella sua Historia Langobardorum (IV, 37), è legata soprattutto all'assedio subito da Cividale, capitale del ducato, intorno al 610 in seguito alla sconfitta e all'uccisione di Gisulfo II da parte degli Avari che avevano invaso l'Italia. La duchessa si rinchiuse nella città insieme ai pochi Longobardi superstiti e alle mogli e ai figli dei caduti; altri guerrieri si trincerarono nelle vicine fortezze di Cormons, Nimis, Osoppo, Artegna, Ragogna, Gemona e Ibligo. Gli Avari si diedero allora a scorrerie per tutto il ducato, assediando la capitale. Mentre il loro sovrano ispezionava le sue truppe, fu scorto dalla duchessa: allora
(Paolo Diacono, Historia Langobardorum, IV, 37)
Il sovrano avaro accettò la proposta e Romilda spalancò le porte di Cividale alle sue orde, che devastarono la città, l'incendiarono e presero prigioniera l'intera popolazione. Gli Avari, tornati in Pannonia, stabilirono di uccidere tutti i maschi adulti longobardi e dividersi come schiavi le donne e i bambini, ma i quattro figli di Gisulfo e Romilda riuscirono a fuggire; le figlie femmine, invece, si sottrassero alla violenza degli Avari con un astuto stratagemma: si misero sotto le vesti pezzi di carne cruda che, putrefacendosi per il calore, emanavano un odore fetido, disgustando gli Avari che tentavano di avvicinarle. Furono vendute come schiave e ottennero poi matrimoni degni del loro rango.
Il re avaro mantenne comunque il giuramento fatto a Romilda: la sposò e la tenne come moglie per una notte, ma subito dopo la consegnò a dodici avari che la torturarono e la violentarono ripetutamente. In seguito ordinò che fosse impalata in mezzo al campo Sacro (l'accampamento avaro), rivolgendole queste parole:
(Paolo Diacono, Historia Langobardorum, IV, 37)